# Plantage Tamarinde
Plantage Tamarinde is een Nederlandse zwart-witfilm uit 1964, geregisseerd door Michael Forlong.
De film draaide niet lang in de bioscopen. De beelden werden door critici slecht bevonden. De filmkeuring vond de buitenopnames van een slechte kwaliteit en de bandopnames drastisch verouderd. Het origineel en een aantal kopieën bevonden zich in het Haagse City Theater en gingen verloren toen het gebouw plots afbrandde. Mogelijk bestaan er nog enkele kopieën. De film werd voor driekwart opgenomen op de Nederlandse Antillen. De buitenopnames zijn opgenomen in de omgeving van Plantage Knip in Bandabou.

## Plot
Het verhaal speelt zich af op Curaçao, waar de familie Van Leent de Plantage Tamarinde exploiteert. Als de vooruitgang zich op het eiland aandient, kan vader Sjon dat niet bijbenen. De plantage blijkt economisch niet meer rendabel. Sjon vindt het moeilijk het bedrijf te verkopen, omdat dat al generaties lang in handen van de familie is. Daarnaast spelen er ontwikkelingen in huiselijke kring: de dochter trouwt met de zwarte zoon van de huishoudster. Haar vader keurt dit af, waarna hij iedereen met zijn principes en woede het huis uitjaagt. Na een hartaanval lijkt alles toch nog goed te komen.

## Rolverdeling
| Acteur                 | Personage          |
| ---------------------- | ------------------ |
| Albert van Dalsum      | Sjon Jan van Leent |
| Han Rijnbeck           | Henrika van Leent  |
| Chris Smeets           | Henk van Leent     |
| Bronwyn van Hensbergen | Maria van Leent    |
| Elly van Stekelenburg  | Jaja               |
| Jack Monkau            | Philip de Groot    |
| Piet Eelvelt           | Pastoor Martens    |